# Landskap (studentnation)
Landskap är beteckningen på det högsta beslutande organet vid en studentnation i Uppsala. Landskapet är en församling där nationens samtliga medlemmar äger närvaro-, yttrande- och rösträtt och som sammanträder vanligen två eller tre gånger per termin. Ordförande är ofta förste kurator eller en särskilt utsedd landskapsordförande.
Ordet landskap kan i detta sammanhang jämföras med brödraskap eller manskap och betyder ungefär "folket från ett land". Det är den svenska motsvarigheten till latinets "nation", och kunde tidigare syfta på hela organisationen.
Motsvarande sammankomst vid studentnationerna i Lund är "nationsmöte".